# 1000-km-Rennen auf dem Nürburgring 1967

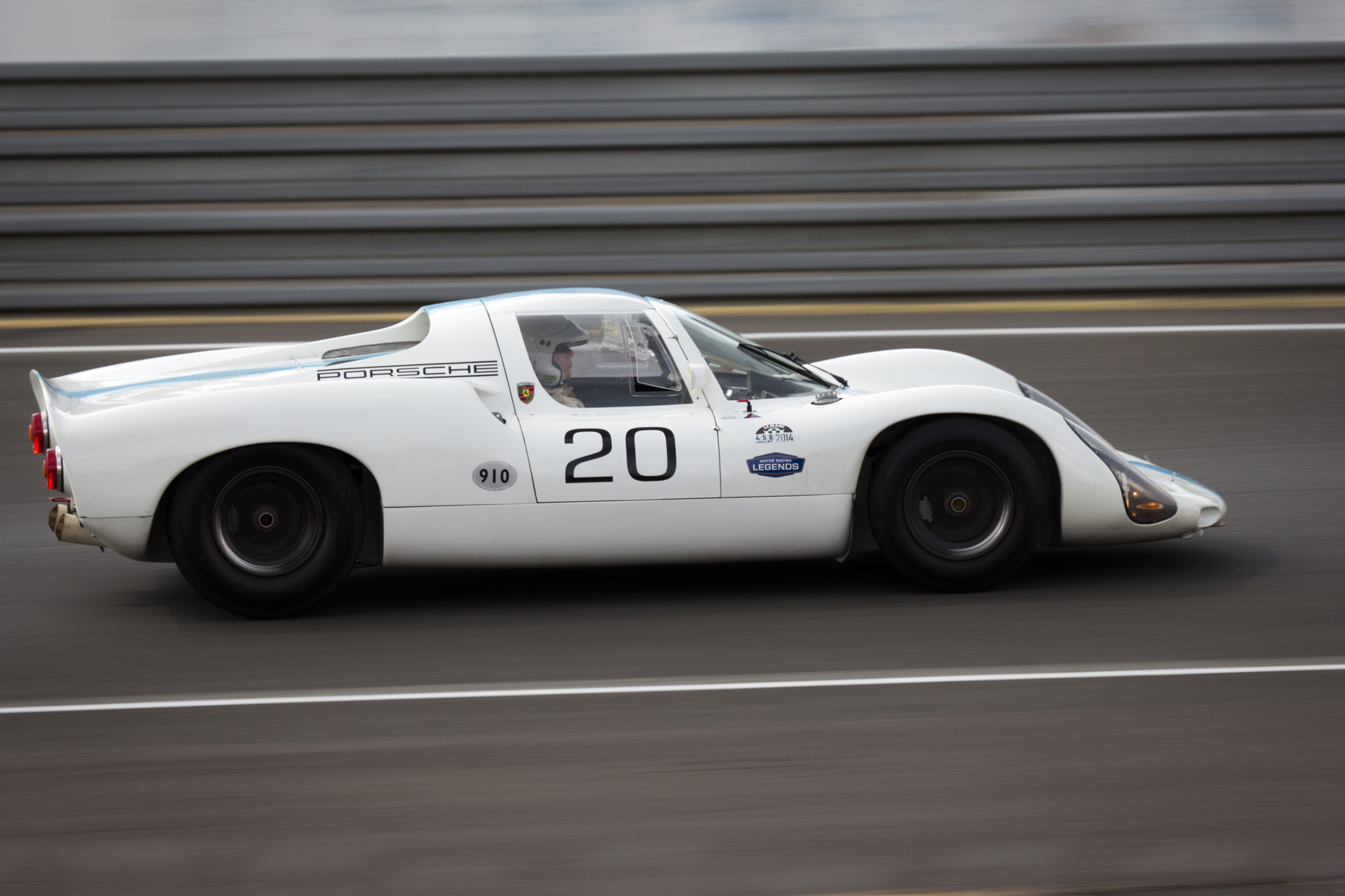
Siegerwagenmodell Porsche 910

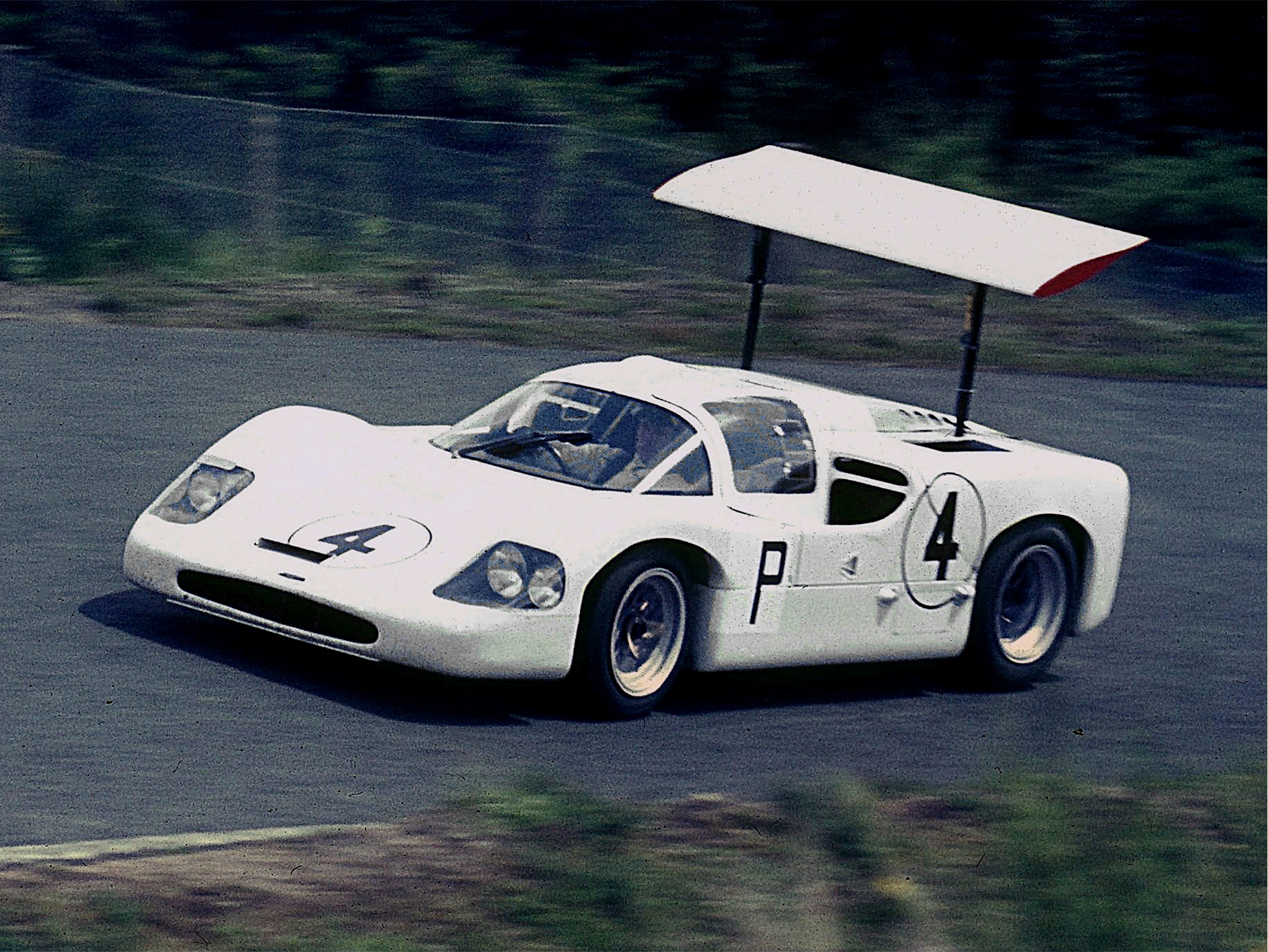
Chaparral 2F, am Steuer Mike Spence während des Trainings

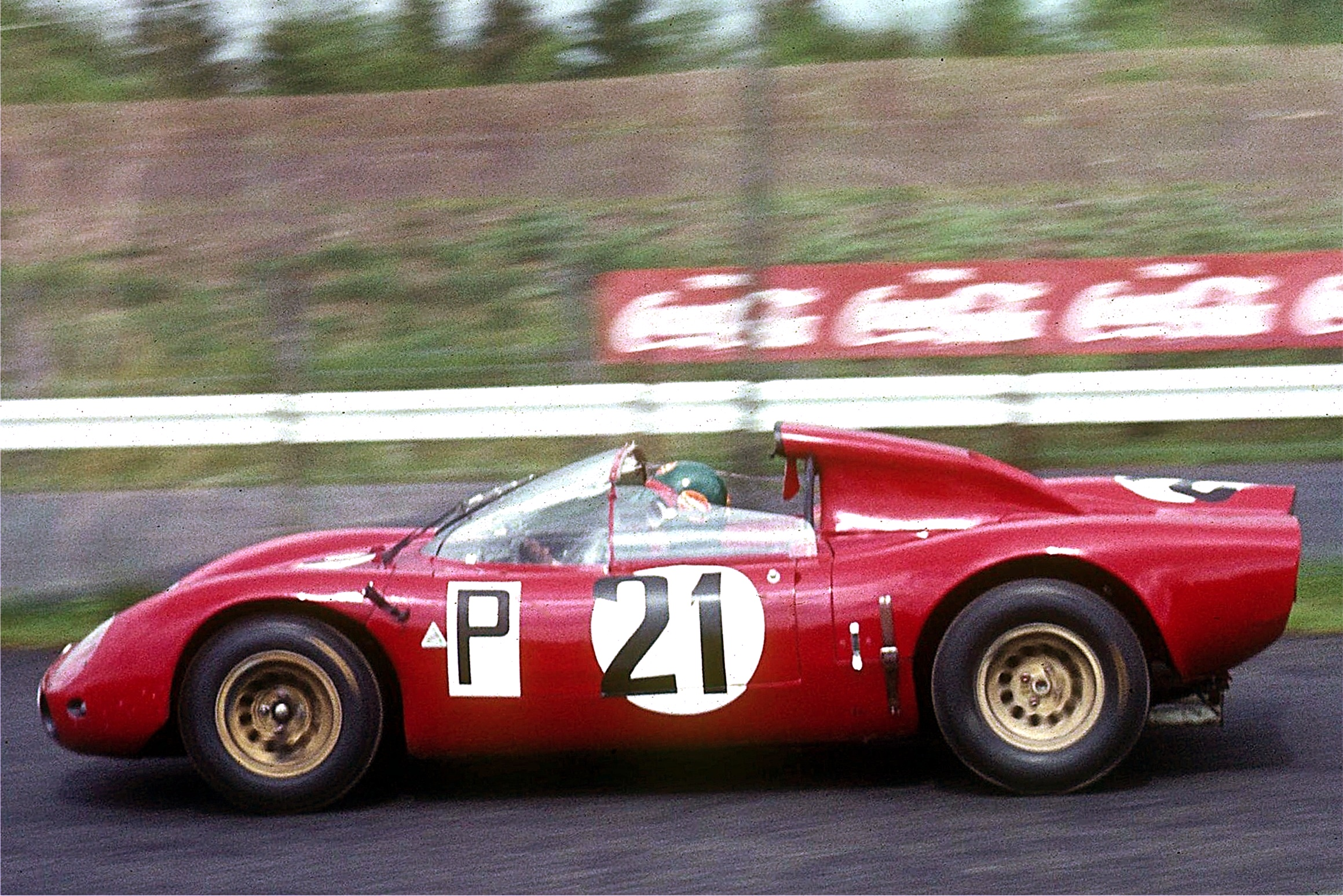
Der im Rennen mit Getriebeschaden ausgefallene Alfa Romeo T33 von Giacomo Russo und Giancarlo Baghetti, ebenfalls während des Trainings

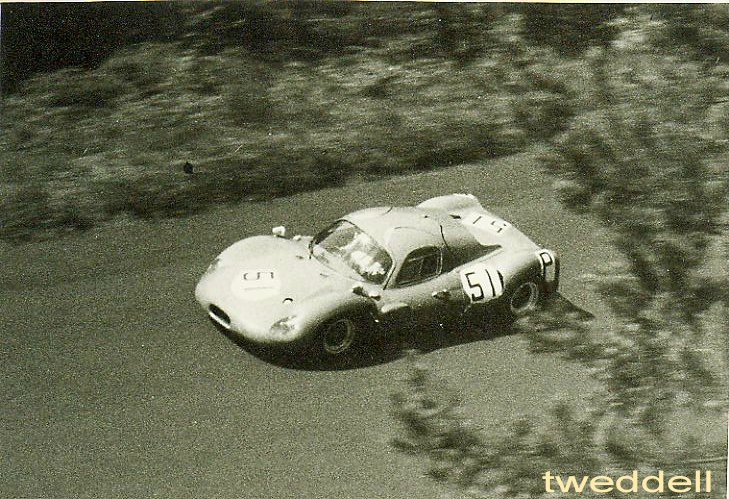
Der Costin-Nathan GT von Norman Abbott und Albert Powell; Ausfall in der elften Runde wegen eines gebrochenen Chassis

Das 13. 1000-km-Rennen auf dem Nürburgring, auch ADAC 1000-km-Rennen Nürburgring, Weltmeisterschaftslauf, Nürburgring, fand am 28. Mai 1967 auf der Nordschleife des Nürburgrings statt und war der sechste Wertungslauf der Sportwagen-Weltmeisterschaft dieses Jahres.

## Das Rennen

### Teams, Fahrzeuge und Fahrer
Die großen Abwesenden des 1000-km-Rennens 1967 waren die Prototypen der Scuderia Ferrari. Die Rennleitung der Scuderia konzentrierte sich auf Anweisung von Enzo Ferrari fast vollständig auf das zwei Wochen später stattfindende 24-Stunden-Rennen von Le Mans. Dort wollte man die Niederlage von 1966 ausmerzen. Im Vorjahr hatte Ford am Circuit des 24 Heures einen Dreifachsieg gefeiert. Dabei waren alle Ferrari-Werkswagen vorzeitig ausgeschieden. Ferrari-Rennleiter Franco Lini reiste dennoch mit einem für Günter Klass und Ludovico Scarfiotti vorbereiteten Ferrari Dino 246 S am Nürburgring an. Nach einigen Runden im ersten Training wurde der Wagen jedoch wegen angeblicher Probleme mit einem Zylinder des 2,4-Liter-V6-Motors wieder in den Transporter verladen und die Scuderia-Rumpfmannschaft reiste noch vor dem Rennstart zurück. Auch von den privaten 412P trat keiner zum 1000-km-Rennen an. Die Scuderia Filipinetti hatte zwar ebenfalls einen Ferrari Dino 206S gemeldet, doch auch dieser Wagen von Herbert Müller und Jean Guichet nahm nicht am Rennen teil. Während einer Trainingsrunde von Guichet entzündete sich auslaufendes Benzin am Motor. Guichet konnte anhalten und aussteigen, der Dino brannte aber aus.
Mit einem großen Team kam Porsche zum Rennen. Wie bei der Targa Florio teilte die Werksmannschaft die 910 anhand der Motorisierung auf die Fahrerteams auf. Die 910 mit den 2,2-Liter-Achtzylinder-Boxermotoren starteten in der Prototypenklasse über 2 Liter Hubraum und wurden von den Teams Gerhard Mitter/Lucien Bianchi, Rolf Stommelen/Kurt Ahrens und Jo Siffert/Hans Herrmann gefahren. Drei 2-Liter-Sechszylinder-910 wurden in der Prototypenklasse bis 2 Liter Hubraum gemeldet und von Udo Schütz/Joe Buzzetta, Paul Hawkins/Gerhard Koch und Jochen Neerpasch/Vic Elford gesteuert.
Zwei Mirage M1 meldete John Wyer im Namen seines Teams. Nach dem Abgang von Alan Rees, der vor dem 1000-km-Rennen von Spa-Francorchamps mit Rennleiter David Yorke in Streit geraten war und abreiste, suchte Yorke einen neuen Teamkollegen für Jacky Ickx und engagierte Richard Attwood. Den zweiten M1, der ein 5-Liter-V8-Triebwerk von Weslake hatte, steuerten David Piper und Dick Thompson. Auch dieses Fahrzeug konnte nicht am Rennen teilnehmen, da Thompson es im Training bei einem Unfall so schwer beschädigte, dass es für das Rennen nicht mehr repariert werden konnte. Chaparral hatte im Vorjahr das 1000-km-Rennen mit dem Chaparral 2D und den Fahrern Jo Bonnier und Phil Hill gewonnen. 1967 pilotierte Hill den mit einem mächtigen Heckflügel ausgestatteten 2F. Teamkollege war Mike Spence. Ein interessanter Wagen war der Lola T70 Mk.3 GT von John Surtees. Surtees war Eigentümer des Wagens, den er mit Unterstützung der Lola-Werksmannschaft einsetzte. Das Besondere an diesem T70 war der Motor. Im Unterschied zu den herkömmlichen Chevrolet-Aggregaten war in diesem Lola ein V8-Motor von Aston Martin eingebaut. Zweiter Fahrer war David Hobbs. Nach dem Renndebüt des Alfa Romeo T33 bei der Targa Florio setzte Autodelta, die Rennabteilung von Alfa Romeo, die neuen Prototypen auch am Nürburgring ein. Drei Wagen wurden den Fahrern Roberto Bussinello, Teodoro Zeccoli, Andrea de Adamich, Nanni Galli, Giacomo Russo und Giancarlo Baghetti anvertraut.

### Der Rennverlauf
An der Strecke waren im Frühjahr einige Umbauarbeiten vorgenommen worden. Betroffen von den Baumaßnahmen war der Streckenteil Tiergarten, knapp vor der Start-und-Ziel-Geraden. Die Straße wurde eingeebnet und die Kurvenradien geändert, um die Geschwindigkeit der Rennwagen erheblich zu verlangsamen, bevor sie an den Boxen vorbeikamen. Der Eingriff verlängerte die Piste um 25 Meter. Die schnellste Trainingszeit erzielte Phil Hill im Chaparral mit 8:31,900 Minuten. Ihm am nächsten kam John Surtees im Lola, der eine Zeit von 8:39,600 Minuten fuhr.
Der bei vielen Fahrern längst umstrittene Le-Mans-Start sorgte bei Rennbeginn für Unruhe im großen Starterfeld. Einerseits liefen einige Porsche- und Alfa-Romeo-Piloten zu früh zu ihren Wagen, anderseits starteten die Trainingsschnellsten schlecht ins Rennen. Phil Hill konnte den Chaparral erst nicht starten und fuhr dann langsam los, um keine Kollision mit einem langsameren Fahrzeug zu riskieren. Auch John Surtees im Lola und Jacky Ickx im Mirage starteten schlecht. Auf der Gegengeraden lagen fünf Porsche in Führung. Jo Siffert hielt die Spitze vor Rolf Stommelen, Gerhard Mitter, Jochen Neerpasch und Paul Hawkins. Im Laufe der ersten Runde kämpfte sich Phil Hill mit ständig aufgeblendetem Licht durch das Feld und fand zu Beginn des zweiten Umlaufs Anschluss an die Porsche. Auch John Surtees und Jacky Ickx verbesserten ihre Position laufend. Hill fuhr bereits in der zweiten Runde mit 8:42,100 die schnellste Rennrunde und lag am Ende der zweiten Ringumrundung schon an der dritten Stelle, knapp hinter Stommelen. Bei den Sportwagen führte der von Sten Axelsson gemeldete und zu diesem Zeitpunkt von Ben Pon gefahrene Porsche 906 vor Jo Schlesser im Ford-France-GT40.
Im Laufe der dritten Runde ging Hill an Stommelen vorbei und begann den Rückstand auf den führenden Siffert zu reduzieren. Der Auftritt von John Surtees endete in der sechsten Runde nach einem Federbruch am Lola. In der achten Runde hatte Hill Siffert eingeholt und ging an ihm vorbei in Führung. An der dritten Stelle lag Mitter vor Ickx im Mirage. Nach dem ersten Viertel der Gesamtdistanz begannen die ersten planmäßigen Tankstopps und Fahrerwechsel. Der führende Hill übergab den Chaparral an Mike Spence. Endlos viel Zeit verstrich, weil sich der heiße Motor nicht starten ließ. Als Spence endlich losfahren konnte, zeigten ungewöhnliche Geräusche an, dass am Fahrzeug etwas nicht stimmte. Spence konnte nur langsam durch die Südkehre fahren und bog nach der Gegengeraden wieder in die Box ab. Da dieses Vorgehen durch das Reglement nicht gedeckt war, wurde das Team disqualifiziert. Ein Weiterfahren wäre wegen eines Getriebeschadens aber nicht mehr möglich gewesen. Auch der Partner von Siffert, Hans Herrmann, kam nicht sehr weit. Nach nur einer Runde musste er den Porsche 910 wegen eines defekten Ventiltriebs abstellen.
Ein neuer Zweikampf um die Gesamtführung entbrannte zwischen Lucien Bianchi, dem Partner von Mitter, und Richard Attwood im Mirage. Attwood holte stark gegen den Porsche auf, fiel aber in Runde 29 nach einem Schaden an zwei Reifen aus; er war über Steine am Streckenrand gefahren. Bedingt durch die Boxenstopps wechselten sich die im Rennen verbliebenen Porsche-Werkswagen an der Spitze ab. Die Entscheidung fiel in der letzten Runde, als der an der Spitze fahrende Mitter in der letzten Runden wegen einer defekten Lichtmaschine ausrollte. Dadurch gewannen Udo Schütz und Joe Buzzetta im Sechszylinder-910. Mitter und Bianchi wurden als Vierte gewertet.

## Ergebnisse

### Schlussklassement
| 1               | P 2.0    | 17  | Porsche System Engineering   | Udo Schütz Joe Buzzetta | Porsche 910           | 44 |
| 2               | P 2.0    | 19  | Porsche System Engineering   | Paul Hawkins Gerhard Koch                                                                                                  | Porsche 910           | 44 |
| 3               | P 2.0    | 18  | Porsche System Engineering   | Jochen Neerpasch Vic Elford                                                                                                | Porsche 910           | 44 |
| 4               | P + 2.0  | 7   | Porsche System Engineering   | Gerhard Mitter Lucien Bianchi                                                                                              | Porsche 910 2.2       | 43 |
| 5               | P 2.0    | 22  | Autodelta SpA                | Roberto Bussinello Teodoro Zeccoli Andrea de Adamich Nanni Galli                                                           | Alfa Romeo T33        | 43 |
| 6               | S 2.0    | 70  | Scuderia Lufthansa           | Hans-Dieter Dechent Robert Huhn                                                                                            | Porsche 906           | 42 |
| 7               | S + 3.0  | 61  | Ford France                  | Henri Greder Jean-Michel Giorgi                                                                                            | Ford GT40             | 42 |
| 8               | S + 3.0  | 67  | Colin Crabbe                 | Colin Crabbe Roy Pierpoint                                                                                                 | Ford GT40             | 42 |
| 9               | P 2.0    | 27  | Robert Ashcroft              | Digby Martland Nigel Moores                                                                                                | Chevron B6            | 40 |
| 10              | S + 3.0  | 60  | Ford France                  | Jo Schlesser Guy Ligier | Ford GT40             | 39 |
| 11              | GT 2.0   | 75  | IGFA                         | Helmut Kelleners Jürgen Neuhaus                                                                                            | Porsche 911S          | 39 |
| 12              | GT 2.0   | 100 | Sepp Greger                  | Sepp Greger Malte Huth | Porsche 911S          | 39 |
| 13              | GT 2.0   | 98  | Holland Motor                | Björn Rothstein Boo Johansson                                                                                              | Porsche 911S          | 39 |
| 14              | S + 3.0  | 63  | Heini Walter                 | Heini Walter Peter Ditzler                                                                                                 | Ferrari 250LM         | 38 |
| 15              | P 1.6    | 82  | Racing Team VDS              | Serge Trosch Teddy Pilette                                                                                                 | Alfa Romeo Giulia TZ2 | 38 |
| 16              | GT 2.0   | 102 | Roger Enever                 | Roger Enever Alec Poole | MGB                   | 38 |
| 17              | GT 2.0   | 107 | Julian Vernaeve              | Julian Vernaeve Clive Baker                                                                                                | MGB                   | 38 |
| 18              | P 1.3    | 56  | Marcos Racing Ltd.           | Mike Garton Patrick McNally                                                                                                | Marcos Mini GT        | 36 |
| 19              | GT + 3.0 | 93  | Friedhelm Thiessen           | Friedhelm Thiessen Günther Selbach                                                                                         | Shelby GT350          | 35 |
| 20              | GT 2.0   | 96  | Motor Sport Club Langenfeld  | Wolf-Dieter Kniese Wilfried Oetelshoven                                                                                    | MGB                   | 35 |
| 21              | GT 1.3   | 120 | Gerhard Bodmer               | Gerhard Bodmer Dieter Schmid                                                                                               | Glas 1300 GT          | 35 |
| 22              | GT 1.6   | 112 | Ragnar Eklund                | Arno Gyltman Ragnar Eklund                                                                                                 | Lotus Elan            | 34 |
| 23              | P 1.3    | 53  | Guy Edwards                  | Guy Edwards Peter Anslow                                                                                                   | Marcos Mini GT        | 34 |
| 24              | P 1.3    | 50  | Richard Miles                | Mike Pignéguy Mick Cave | Austin-Healey Sprite  | 34 |
| 25              | GT 1.0   | 125 | Barracuda                    | Carl Smet Hughes de Fierlant                                                                                               | Honda S800            | 34 |
| 26              | GT 1.3   | 117 | Friedrich Noenen             | Friedrich Noenen Manfred Herbertz                                                                                          | Glas 1300 GT          | 34 |
| 27              | GT 1.3   | 115 | Matra Benelux                | David van Lennep Francis Polak                                                                                             | Matra Djet 5S         | 34 |
| 28              | S 1.6    | 83  | Scuderia Sant Ambroeus       | Girolamo Capra Mario Nardari                                                                                               | Alfa Romeo Giulia TZ  | 33 |
| 29              | GT 1.0   | 124 | Motor Sport Club Langenfeld  | Armin Siefener Helmut Becker                                                                                               | Honda S800            | 33 |
| 30              | GT 1.0   | 54  | Kurt Pfnier                  | Kurt Pfnier Hans-Peter Koepchen                                                                                            | NSU Prinz 1000 TTS    | 33 |
| 31              | S 1.6    | 87  | Team Diva                    | John Bloomfield Doug Mockford                                                                                              | Diva GT               | 31 |
| 32              | S 1.6    | 86  | Diva                         | John Green Richard Joseph                                                                                                  | Diva GT               | 31 |
| Disqualifiziert |          |     |                              | |                       |    |
| 33              | P + 2.0  | 4   | Chaparral Cars Inc.          | Phil Hill Mike Spence | Chaparral 2F          | 10 |
| Ausgefallen     |          |     |                              | |                       |    |
| 34              | S + 3.0  | 66  | Nicholas Granville-Smith     | Chris Lawrence Nicholas Granville-Smith                                                                                    | Shelby Cobra          | 36 |
| 35              | P 2.0    | 23  | Bam-Bam                      | Hans Wängstre Evert Christofferson                                                                                         | Bam-Bam Volvo         | 35 |
| 36              | P 1.6    | 37  | Manfred Hartung              | Manfred Hartung Heinz Gilges                                                                                               | Alfa Romeo Giulia TZ2 | 33 |
| 37              | P + 2.0  | 9   | Porsche System Engineering   | Rolf Stommelen Kurt Ahrens                                                                                                 | Porsche 910/8         | 31 |
| 38              | P + 2.0  | 6   | J. W. Automotive Engineering | Jacky Ickx Richard Attwood                                                                                                 | Mirage M1             | 29 |
| 39              | GT 1.6   | 111 | Dieter Mohr                  | Manfred Mohr Horst Eiteneuer                                                                                               | Lotus Elan            | 28 |
| 40              | GT 1.3   | 119 | Nikolaus Killenberg          | Nikolaus Killenberg Georg Bialas                                                                                           | Matra Djet 5S         | 27 |
| 41              | S 2.0    | 76  | Sten Axelsson                | Ben Pon Sten Axelsson | Porsche 906           | 26 |
| 42              | GT 1.0   | 122 | Karl Herd                    | Karl Herd Wilfried Zahn | Honda S800            | 25 |
| 43              | P 1.3    | 49  | Richard Groves               | Steve Neal John Moore | Austin-Healey Sprite  | 24 |
| 44              | P 1.3    | 55  | Marcos Racing Ltd.           | Jackie Bond-Smith Joey Cook                                                                                                | Marcos Mini GT        | 24 |
| 45              | S + 3.0  | 62  | Edward Nelson                | Edward Nelson Peter de Klerk                                                                                               | Ford GT40             | 22 |
| 46              | P 1.3    | 52  | Mike Walton                  | Mike Walton Jeremy Delmar-Morgan                                                                                           | Abarth 1000 SP        | 21 |
| 47              | S 1.6    | 84  | Lotus                        | Harald Kronegard Björn Svensson                                                                                            | Lotus Elan            | 20 |
| 48              | P 2.0    | 20  | Autodelta SpA                | Andrea de Adamich Nanni Galli                                                                                              | Alfa Romeo T33        | 18 |
| 49              | GT 2.0   | 105 | Scuderia Lufthansa           | Reinhold Joest Hermann Dorner                                                                                              | Porsche 911S          | 18 |
| 50              | P 1.6    | 43  | Coburn                       | Jack Wheeler Peter Jackson                                                                                                 | Austin-Healey Sprite  | 17 |
| 51              | GT 2.0   | 101 | Anton Fischhaber             | Anton Fischhaber Siegfried Dau                                                                                             | Porsche 911S          | 16 |
| 52              | GT + 3.0 | 91  | Helmut Felder                | Helmut Felder Günther Lohsträter                                                                                           | Ferrari 275 GTB/2     | 13 |
| 53              | P 2.0    | 24  | Fawdington and Ramsay        | Julian Sutton Hugh Dibley                                                                                                  | Lotus 47              | 12 |
| 54              | P 1.6    | 38  | Peter Taggart                | Peter Taggart Keith Burnand                                                                                                | Chevron B6            | 12 |
| 55              | GT + 3.0 | 92  | Paul Vestey                  | Paul Vestey Carlos Gaspar                                                                                                  | Ferrari 275 GTB/C     | 12 |
| 56              | GT 1.6   | 110 | Lotus Sweden                 | Per Brandström Peter Trapp                                                                                                 | Lotus Elan            | 12 |
| 57              | P + 2.0  | 8   | Porsche System Engineering   | Jo Siffert Hans Herrmann                                                                                                   | Porsche 910/8         | 11 |
| 58              | P 1.3    | 51  | Autocadia                    | Norman Abbott Albert Powell                                                                                                | Costin-Nathan GT      | 11 |
| 59              | P 1.6    | 42  | Chris Barber                 | Keith Greene John Hine | Lotus 47              | 10 |
| 60              | P 1.3    | 58  | Sunbeam Racing Belgium       | Chris Tuerlinx „Roets“ | Hillman Imp           | 9  |
| 61              | GT 1.0   | 123 | Herbert Heimer               | Herbert Heimer Wolfgang Bingemer                                                                                           | Honda S800            | 7  |
| 62              | P + 2.0  | 1   | Lola Cars Team Surtees       | John Surtees David Hobbs                                                                                                   | Lola T70 Mk.3 GT      | 6  |
| 63              | S 1.6    | 90  | Abarth                       | Erich Bitter Willi Kauhsen                                                                                                 | Abarth 1300 OT        | 6  |
| 64              | P 2.0    | 25  | Winfield Racing              | Simon De Lautour Mike Knight                                                                                               | Lotus 47              | 5  |
| 65              | GT 1.3   | 114 | Matra Benelux                | Georges Hacquin Yves Deprez                                                                                                | Matra Djet 5S         | 5  |
| 66              | P 2.0    | 21  | Autodelta SpA                | Giacomo Russo Giancarlo Baghetti                                                                                           | Alfa Romeo T33        | 4  |
| 67              | P 2.0    | 28  | Peter Clark                  | Ted Worswick Peter Clark                                                                                                   | TVR Grantura 1800 S   | 3  |
| 68              | P 2.0    | 31  | Abarth England               | Peter Mould Chris Ashmore                                                                                                  | Abarth 1300 OT        | 3  |
| 69              | GT 1.6   | 108 | Frankfurt Racing Club        | Joachim Komusin Siegfried Müller senior                                                                                    | Alfa Romeo Duetto     | 3  |
| 70              | GT 1.3   | 116 | Matra Benelux                | Eric de Keyn Gustave Gosselin                                                                                              | Matra Djet 5S         | 2  |
| 71              | P 2.0    | 26  | Squadra Tartaruga            | Rico Steinemann Dieter Spoerry                                                                                             | Porsche 906 LH        | 1  |
| Nicht gestartet |          |     |                              | |                       |    |
| 72              | P + 2.0  | 2   | Spa Ferrari SEFAC            | Günter Klass Ludovico Scarfiotti                                                                                           | Ferrari Dino 246 S    | 1  |
| 73              | P + 2.0  | 5   | J. W. Automotive Engineering | David Piper Dick Thompson                                                                                                  | Mirage M1             | 2  |
| 74              | P 2.0    | 30  | Diva                         | John Markey Jon Samuel | Diva Valkyrie         | 3  |
| 75              | P 2.0    | 34  | Scuderia Filipinetti         | Herbert Müller Jean Guichet                                                                                                | Ferrari Dino 206S     | 4  |
| 76              | P 1.3    | 48  | Richard Groves               | John Moore Harry Martin | Ginetta G12           | 5  |
| 77              | P 2.0    | T   | Porsche System Engineering   | Udo Schütz Joe Buzzetta Paul Hawkins Gerhard Koch Jochen Neerpasch Vic Elford Gerhard Mitter Lucien Bianchi Rolf Stommelen | Porsche 906           | 6  |
| 78              | S 2.0    |     |                              | Paul Frère Rainer Günzler                                                                                                  | Porsche 906           | 7  |

1 Motorprobleme im Training
2 Unfall im Training
3 Unfall im Training
4 Wagenbrand im Training
5 Unfall im Training
6 Trainingswagen
7 Kamerawagen

### Nur in der Meldeliste
Hier finden sich Teams, Fahrer und Fahrzeuge, die ursprünglich für das Rennen gemeldet waren, aber aus den unterschiedlichsten Gründen daran nicht teilnahmen.
| Pos. | Klasse  | Nr. | Team                    | Fahrer                                    | Chassis                    |
| ---- | ------- | --- | ----------------------- | ----------------------------------------- | -------------------------- |
| 79   | P + 2.0 | 10  | Squadra Tartaruga       | Hans Illert                               | Ferrari 250 LM-P           |
| 80   | P + 2.0 | 11  | Squadra Tartaruga       | Cox Kocher                                | McLaren M1A                |
| 81   | P + 2.0 | 12  | Mike De Udy             | Mike De Udy                               | Lola T70 Mk.3 GT           |
| 82   | P + 2.0 | 14  | Scuderia Filipinetti    | Robert Blouin André Bungener              | Ferrari 275 GTB/4          |
| 83   | P 2.0   | 29  | David Bridges           | Brian Redman Alan Rollinson               | Chevron B5                 |
| 84   | P 2.0   | 35  | Matra Sports            | Jean-Pierre Jaussaud Johnny Servoz-Gavin  | Matra MS630                |
| 85   | P 1.6   | 39  | Rob Slotemaker          | Rob Slotemaker Wim Loos                   | Lotus                      |
| 86   | P 1.6   | 40  | Diva                    | Anthony Godfrey Jon Samuel                | Diva Valkyrie              |
| 87   | P 1.6   | 41  | Christopher St. Quintin | Christopher St. Quintin John Anstead      | Abarth 1600 OT             |
| 88   | P 1.6   | 44  | Abarth England          | John Fitzpatrick Roger Eccle              | Abarth 1600 OT             |
| 89   | P 1.3   | 59  | Ragnar Eklund           | Dadobert Swenson Lars Larsson             | Cox                        |
| 90   | S + 3.0 | 59  | Pierre de Siebenthal    | Pierre de Siebenthal Francisco de Heredia | Ferrari 250LM              |
| 91   | S + 3.0 | 65  | Werner Lindermann       | Werner Lindermann Manfred Ramminger       | Ferrari                    |
| 92   | S 2.0   | 71  | William Bradley         | William Bradley                           | Porsche 906                |
| 93   | S 2.0   | 72  | Mike De Udy             | Mike De Udy                               | Porsche 906                |
| 94   | S 2.0   | 73  | Antti Aarnio-Wihuri     | Antti Aarnio-Wihuri Picko Troberg         | Porsche 906                |
| 95   | S 2.0   | 74  | William Nicholson       | William Nicholson Peter Brown             | MGB                        |
| 96   | S 1.6   | 89  | Sagittario              | Pietro Laureati Paolo Gargano             | Abarth-Simca 1300 Bialbero |
| 97   | GT 2.0  | 97  | Paul-Ernst Strähle      |                                           | Porsche 911                |
| 98   | GT 2.0  | 99  | William John Moss       | Gabriele Konig Jennifer Tudor-Owen        | MGB                        |
| 99   | GT 2.0  | 103 | Bernd Degner            | Bernd Degner                              | Porsche 911                |
| 100  | GT 2.0  | 104 | Jean-Pierre Hanrioud    | Jean-Pierre Hanrioud                      | Porsche 911                |
| 101  | GT 2.0  | 106 | Friedrich Bryzmann      | Friedrich Bryzmann                        | Porsche 911S               |
| 102  | GT 1.6  | 109 | Nicolas Koob            | Nicolas Koob Gustave Gosselin             | Alfa Romeo Giulia          |
| 103  | GT 1.3  | 118 | Richard Höhfeld         | Richard Höhfeld Heinrich Oestreich        | Glas 1304 TS               |
| 104  | GT 1.3  | 121 | Piero Conte             | Piero Conte Sandro Munari                 | Lancia Fulvia HF           |

### Klassensieger
| Klasse   | Fahrer              | Fahrer             | Fahrzeug              | Platzierung im Gesamtklassement |
| -------- | ------------------- | ------------------ | --------------------- | ------------------------------- |
| P + 2.0  | Gerhard Mitter      | Lucien Bianchi     | Porsche 910 2.2       | Rang 4                          |
| P 2.0    | Udo Schütz          | Joe Buzzetta       | Porsche 910           | Gesamtsieg                      |
| P 1.6    | Serge Trosch        | Teddy Pilette      | Alfa Romeo Giulia TZ2 | Rang 15                         |
| P 1.3    | Mike Garton         | Patrick McNally    | Marcos Mini GT        | Rang 18                         |
| S + 3.0  | Henri Greder        | Jean-Michel Giorgi | Ford GT40             | Rang 7                          |
| S 2.0    | Hans-Dieter Dechent | Robert Huhn        | Porsche 906           | Rang 6                          |
| S 1.6    | Girolamo Capra      | Mario Nardari      | Alfa Romeo Giulia TZ  | Rang 28                         |
| GT + 3.0 | Friedhelm Thiessen  | Günther Selbach    | Shelby GT350          | Rang 19                         |
| GT 2.0   | Helmut Kelleners    | Jürgen Neuhaus     | Porsche 911S          | Rang 11                         |
| GT 1.6   | Arno Gyltman        | Ragnar Eklund      | Lotus Elan            | Rang 22                         |
| GT 1.3   | Gerhard Bodmer      | Dieter Schmid      | Glas 1300 GT          | Rang 21                         |
| GT 1.0   | Carl Smet           | Hughes de Fierlant | Honda S800            | Rang 25                         |

### Renndaten
- Gemeldet: 103
- Gestartet: 71
- Gewertet: 32
- Rennklassen: 12
- Zuschauer: unbekannt
- Wetter am Renntag: warm und trocken
- Streckenlänge: 22,835 km
- Fahrzeit des Siegerteams: 6:54:12,900 Stunden
- Gesamtrunden des Siegerteams: 44
- Gesamtdistanz des Siegerteams: 1004,740 km
- Siegerschnitt: 145,539 km/h
- Pole Position: Phil Hill – Chaparral F2 (#4) – 8:31,900 = 160,590 km/h
- Schnellste Rennrunde: Phil Hill – Chaparral F2 (#4)
- Rennserie: 6. Lauf zur Sportwagen-Weltmeisterschaft 1967